# Vilazodone
La vilazodone (EMD-68843, SB-659746-A) est un antidépresseur développé par Clinical Data pour le traitement de la dépression majeure, commercialisée sous le nom de ViiBryd. En 2009, le produit a donné de bons résultats dans deux essais cliniques de phase III.
Le produit a obtenu son AMM de la FDA en janvier 2011.

## Pharmacologie
La vilazodone agit comme un inhibiteur de la recapture de la sérotonine et comme un agoniste partiel des récepteurs 5-HT1A. Son affinité pour les autres récepteurs de sérotonine est insignifiante,.

## Efficacité et tolérance
Selon une étude sur 8 semaines de traitement, la vilazodone déclenche une réponse antidépressive après une semaine. À u8 semaines, la réponse est significativement plus élevée qu’avec un placebo. Avec une dose de 40 mg/j, le produit est considéré comme bien toléré et les effets secondaires, faibles à modérés, comprennent les diarrhées, les nausées et les somnolences. Elle a aussi été efficace pour le trouble de l'anxiété généralisée et le trouble de la phobie sociale (anxiété sociale) et va probablement être approuvée pour ces deux troubles,,,,.